# Break Every Rule
Break Every Rule – szósty album amerykańskiej wokalistki Tiny Turner, wydany w 1986 roku nakładem Capitol Records.

## Lista utworów
1. Typical Male
2. What You Get Is What You See
3. Two People
4. Till The Right Man Comes Along
5. Afterglow
6. Girls
7. Back Where You Started
8. Break Every Rule
9. Overnight Sensation
10. Paradise Is Here
11. I'll Be Thunder

## Single
- Typical Male - 1986
- Back Where You Started - 1986
- Two People - 1986
- Girls - 1986
- What You Get is What You See - 1987
- Break Every Rule - 1987
- Paradise is Here - 1987
- Afterglow - 1987

## Twórcy
- Tina Turner - śpiew główny, wokal wspierający
- Bryan Adams - gitara, pianino, wokal wspierający
- Albert Boekholt - syntezator, programowanie
- Terry Britten - gitara basowa, gitara, wokal wspierający, automat perkusyjny
- Sam Brown - wokal wspierający
- Jack Bruno - perkusja
- Margot Buchanan - wokal wspierający
- Tim Capello - instrumenty klawiszowe, saksofon
- Jimmy Chambers - wokal wspierający
- George Chandler - wokal wspierający
- Bob Clearmountain - mixowanie
- Phil Collins - perkusja
- Mickey Curry - perkusja
- Roger Davies - pyrektor produkcji
- Neil Dorfsman - producent
- Mickey Feat - gitara basowa
- Guy Fletcher - instrumenty klawiszowe
- Stuart Furusho - Mastering
- Mike Ging - pomocniczy dźwiękowiec
- Nick Glennie-Smith - instrumenty klawiszowe, twórca partii instrumentów smyczkowych
- Dr. Paul Hamilton - pomocniczy dźwiękowiec, asystent przy mixingu
- Rupert Hine - gitara basowa, instrumenty klawiszowe, wokal wspierający
- John Hudson - mixowanie
- Garry Katell - instrumenty perkusyjne
- Mark Knopfler - gitara
- Jamie Lane - perkusja
- Billy Livsey - instrumenty klawiszowe
- Graham Lyle - mandolina
- Tom Mandel - organy
- Stephen Marcussen - mastering
- Branford Marsalis - saksofon, saksofon sopranowy
- Mark McKenna - pomocniczy dźwiękowiec, asystent przy mixingu
- Richard Moakes - pomocniczy dźwiękowiec, asystent przy mixingu
- Tessa Niles - wokal wspierający
- Frank Ricotti - instrumenty perkusyjne
- Steve Rinkoff - pomocniczy dźwiękowiec, asystent przy mixingu
- Herb Ritts - zdjęcia
- Keith Scott - gitara
- Stephen W. Tayler - mixing
- Dave Taylor - gitara basowa
- David Taylor - puzon
- Jim Vallance - instrumenty perkusyjne
- Jamie West-Oram - gitara
- Steve Winwood - syntezator

## Listy przebojów
Album – Billboard (Północna Ameryka)
| Rok  | Zestawienie            | Pozycja         |
| ---- | ---------------------- | --------------- |
| 1986 | The Billboard 200      | 4 (3 x platyna) |
| 1986 | Top R&B/Hip-Hop Albums | 7               |

Single – Billboard (Północna Ameryka)
| Rok  | Singel                         | Zestawienie                        | Pozycja |
| ---- | ------------------------------ | ---------------------------------- | ------- |
| 1986 | „Back Where You Started”       | Mainstream Rock Tracks             | 9       |
| 1986 | „Two People”                   | Adult Contemporary                 | 3       |
| 1986 | „Two People”                   | Hot R&B/Hip Hop Singles & Tracks   | 9       |
| 1986 | „Two People”                   | The Billboard Hot 100              | 20      |
| 1986 | „Typical Male”                 | Hot Dance Music/Club Play          | 2       |
| 1986 | „Typical Male”                 | Hot R&B/Hip-Hop Singles & Tracks   | 2       |
| 1986 | „Typical Male”                 | The Billboard Hot 100              | 2       |
| 1986 | „Typical Male”                 | Hot Dance Music/Maxi-Singles Sales | 10      |
| 1986 | „Typical Male”                 | Adult Contemporary                 | 16      |
| 1986 | „Afterglow”                    | Hot Dance Music Club Play          | 2(5)    |
| 1986 | „Afterglow”                    | Hot Dance Music/Maxi-Singles Sales | 1(3)    |
| 1986 | „Afterglow”                    | Adult Contemporary                 | 20      |
| 1987 | „Break Every Rule”             | Hot R&B/Hip-Hop Singles & Tracks   | 3       |
| 1987 | „Break Every Rule”             | The Billboard Hot 100              | 44      |
| 1987 | „What You Get Is What You See” | Hot R&B/Hip-Hop Singles & Tracks   | 5       |
| 1987 | „What You Get Is What You See” | The Billboard Hot 100              | 13      |